# Pratt & Whitney J57
Pratt & Whitney J57 (позначення компанії: JT3C) — осьовий турбореактивний двигун, розроблений Pratt & Whitney на початку 1950-х років. J57 (перший запуск у січні 1950 року) був першим двигуном класу тяги 10 000 фунтів (45 кН) у Сполучених Штатах. Має двороторну схему.
J57/JT3C став розвитком турбореактивного двигуна J52, J75/JT4A, турбовентиляторного двигуна JT3D/TF33 і турбогвинтового двигуна XT57 (останній був побудований в одному екземплярі). J57 і JT3C широко використовувалися на винищувачах, реактивних лайнерах і бомбардувальниках протягом багатьох десятиліть.

## Проєктування та розробка
J57 був розвитком турбогвинтового двигуна Pratt & Whitney XT45 (PT4), який спочатку призначався для Boeing XB-52. Коли вимоги до потужності B-52 зросли, конструкція перетворилася на турбореактивний двигун JT3.
Pratt & Whitney спроєктувала J57 з відносно високим загальним коефіцієнтом стиснення, щоб покращити питому витрату палива і питому тягу, але було відомо, що дроселювання одного компресора з високим коефіцієнтом тиску може спричинити проблеми стабільності роботи. Як пояснює сер Стенлі Хукер у своїй автобіографії, площа вихідного отвору компресора значно менша за площу впускного отвору, що є добре для запроєктованого співвідношення тиску, але під час запуску та при низьких обертах ступінь стискання компресора є низьким, тому в ідеалі площа вихідного отвору компресора має бути набагато більшою за проєктне значення. Грубо кажучи, повітря, що всмоктується спереду, не може вийти ззаду, що призводить до того, що на лопатках в передній частині компресора відбувається зрив потоку і з'являєтьсяться вібраця. Виникає помпаж компресора, що зазвичай означає, що потік повітря змінює напрямок на протилежний, що спричиняє різке падіння тяги.
Наприкінці 1940-х років було визначено три потенційні шляхи розв'язання проблеми стабільності:
1. стравлювання надлишку стисненого повітря на малих обертах наружу через міжступеневі продувні клапани
2. застосування змінної геометрії в перших кількох ступенях компресора
3. розділити компресор на два блоки, один з яких наддуває інший, причому обидва блоки повинні бути встановлені на окремих валах і приводитися в дію власною турбіною.

GE обрала другий варіант у своєму General Electric J79, тоді як Pratt & Whitney обрала двовалову схему у своєму J57.
P&W зрозуміли, що якщо вони зможуть розробити осьовий компресор з помірним коефіцієнтом стиснення (< 4,5:1), який буде адекватно працювати при будь-якому положенні дросельної заслінки, включаючи запуск і розгін, то вони зможуть з'єднати два таких компресори послідовно, щоб досягти вищого загального коефіцієнта стиснення.
У схемі з двома роторами перший компресор, який зазвичай називають компресором низького тиску (КНТ), приводиться в дію турбіною низького тиску (ТНТ) і наддуває інший блок, відомий як компресор високого тиску (КВТ), що приводиться в дію турбіною високого тиску (ТВТ). Під час запуску першим починає обертатися ротор високого тиску, тоді як ротор низького тиску залишається нерухомим. Коли ротор високого тиску розганяється і паливно-повітряна суміш у камері згоряння загоряється, в певний момент в потоці турбінного газу накопичується достатньо енергії, щоб почати обертати ротор низького тиску, який прискорюється, хоча і повільніше. Врешті-решт, на повному газу обидва ротори обертатимуться з проєктною швидкістю. Оскільки температура на виході з КВТ, очевидно, вища, ніж у КНТ, однакове число Маха на кінчику лопатки для обох роторів досягається внаслідок того, що розрахункова частота обертання валу високого тиску значно вища за частоту обертання валу низького тиску. Зменшення діаметру компресора в напрямку до камери згоряння додатково збільшує цю різницю частоти обертання валів ВТ і НТ.
У той самий час, що і J57, відділ двигунів британської Bristol Aeroplane Company також застосував двороторну схему у своїй серії турбореактивних двигунів Olympus, які згодом стали двигунами для бомбардувальника Avro Vulcan, а згодом і для Concorde. За кілька місяців і P&W, і Bristol здійснили перші запуски своїх прототипів. Обидва продемонстрували чудову керованість.
Сьогодні більшість цивільних і військових турбовентиляторів мають конфігурацію з двома роторами, помітним винятком є серія турбовентиляторів Rolls-Royce Trent, яка має три ротори.
До речі, більшість сучасних цивільних турбовентиляторів використовують всі три вищезгадані варіанти, щоб впоратися з надзвичайно високими загальними коефіцієнтами стиснення, які застосовуються сьогодні (зазвичай 50:1).
У 1950-х роках J57 був надзвичайно популярним двигуном з численними військовими застосуваннями. Обсяги виробництва обчислювалися тисячами, що забезпечило високу надійність двигуна. Отже, для Boeing було цілком природно вибрати цивільний варіант J57, JT3C, для свого реактивного лайнера 707. Компанія Douglas зробила те ж саме зі своїм DC-8. Прагнення зменшити шум реактивного двигуна та питому витрату палива пізніше призвело до того, що компанія P&W застосувала інноваційну модифікацію для перетворення турбореактивного двигуна JT3C на двороторний турбовентилятор JT3D, спочатку для цивільних цілей, але також і для військового застосування, наприклад, для Boeing B-52H. Престижну нагороду Collier Trophy за 1952 рік отримав Леонард С. Хоббс, головний інженер United Aircraft Corporation, за «розробку і виробництво турбореактивного двигуна P&W J57». Двигун вироблявся з 1951 по 1965 рік, всього було побудовано 21 170 екземплярів.
Багато моделей J57, що випускалися з 1954 року, містили 7-15% титану сухої маси двигуна. Комерційно чистий титан використовувався для виготовлення повітрозабірнику та корпусу компресора низького тиску, тоді як ротор низького тиску містив виготовлені з титанового сплаву 6Al-4V лопатки, дискі та міждискові розпірки.
Титанові сплави, що використовувалися в J57 в середині 50-х років, зазнали водневої крихкості( с.412) до того часу, поки цю проблему не зрозуміли.
25 травня 1953 року YF-100A, оснащений J57, під час свого першого польоту перевищив швидкість 1 Мах.